# Coleridge (krater)
Coleridge är en nedslagskrater på planeten Merkurius. Coleridge är ungefär 112 kilometer i diameter.
1976 namngavs den efter den brittiske poeten Samuel Taylor Coleridge.